# مسابقه آواز یوروویژن ۱۹۹۶
مسابقه آواز یوروویژن ۱۹۹۶ ۴۱مین دوره از مسابقات آواز یوروویژن بود که در اسلو، نروژ برگزار شد. برنده آن کشور ایرلند بود. 